# Вінісіус Морейра де Ліма
Вінісіус Морейра де Ліма (порт. Vinícius Moreira de Lima, нар. 11 червня 1996, Порту-Алегрі) — бразильський футболіст, півзахисник клубу «Флуміненсе».

## Ігрова кар'єра
Народився 11 червня 1996 року в місті Порту-Алегрі. Вихованець футбольної школи клубу «Греміо». 17 липня 2015 року він був відданий в оренду до іспанської команди Сегунди «Мальорка» на сезон, втім виступав виключно за резервну команду «Мальорка Б» у Терсера Дивізіоні.
У липні 2016 року Ліма повернувся до свого рідного клубу «Греміо» і був включений до основної команди тренером Рожером Машадо. Ліма дебютував у першій команді 2 березня 2017 року, вийшовши на поле в домашній грі Прімейра-Ліги проти «Сеари» (1:1), а 28 травня 2017 року дебютував у Серії А, вийшовши на заміну замість Ніколаса Кареки в другому таймі матчі зі «Спорт Ресіфі» (3:4). У другій половині 2017 року він був відданий в оренду «Сеарі», якій забив 5 голів у 22 іграх Серії В і допоміг команді вийти до вищого дивізіону. 
На початку 2018 року Ліма знов повернувся у «Греміо», з яким виграв Лігу Гаушу і Рекопу Південної Америки, але основним гравцем знову не став, тому у сезоні 2018/19 років на правах оренди захищав кольори еміратського клубу «Аль-Васл».
13 липня 2019 року Ліма знову повернувся в оренду до «Сеари», яка згодом підписала із гравцем повноцінний контракт. Цього разу провів у складі команди три з половиною сезони.
20 грудня 2022 року Ліма перейшов у «Флуміненсе». Поряд з Фабіо, він став одніим з найбільш використовуваних фігур у команді Фернандо Дініза в сезоні 2023 і став з командою Кубок Лібертадорес.

## Статистика виступів

### Статистика клубних виступів
| Сезон             | Команда           | Чемпіонат         | Чемпіонат | Чемпіонат | Національний кубок | Національний кубок | Національний кубок | Континентальні кубки | Континентальні кубки | Континентальні кубки | Інші змагання | Інші змагання | Інші змагання | Усього | Усього | Усього |
| Сезон             | Команда           | Ліга              | Ігор      | Голів     | Ліга               | Ігор               | Голів              | Ліга                 | Ігор                 | Голів                | Ліга          | Ігор          | Голів         | Ігор   | Голів  |        |
| ----------------- | ----------------- | ----------------- | --------- | --------- | ------------------ | ------------------ | ------------------ | -------------------- | -------------------- | -------------------- | ------------- | ------------- | ------------- | ------ | ------ | ------ |
| 2015–16           | «Мальорка Б»      | ТД                | 14        | 2         |                    | -                  | -                  |                      | -                    | -                    |               | -             | -             | 14     | 2      |        |
| 2016              | «Греміо»          | ЛГ+A              | 0         | 0         | КБ                 | 0                  | 0                  |                      | -                    | -                    |               | -             | -             | 0      | 0      |        |
| 2017              | «Греміо»          | ЛГ+A              | 0+2       | 0         | КБ                 | 0                  | 0                  |                      | -                    | -                    | ПЛ            | 1             | 0             | 3      | 0      |        |
| 2017              | «Сеара»           | ЛС+A              | 0+22      | 5         | КБ                 | 0                  | 0                  |                      | -                    | -                    |               | -             | -             | 22     | 5      |        |
| 2018              | «Греміо»          | ЛГ+A              | 7+4       | 0         | КБ                 | 1                  | 0                  | РПА+КЛ               | 2+2                  | 0                    |               | -             | -             | 16     | 0      |        |
| Усього за кар'єру | Усього за кар'єру | Усього за кар'єру | 49        | 7         |                    | 1                  | 0                  |                      | 4                    | 0                    |               | 1             | 0             | 55     | 7      |        |

## Honours
«Греміо»
- Переможець Рекопи Південної Америки: 2018
- Переможець Ліги Гаушу: 2018

«Сеара»
- Володар Кубка Нордесте: 2020

«Флуміненсе»
- Володар Кубка Гуанабара: 2023
- Переможець Ліги Каріока: 2023
- Володар Кубка Лібертадорес: 2023
- Переможець Рекопи Південної Америки: 2024